# Săliște de Beiuș
Săliște de Beiuș – wieś w Rumunii, w okręgu Bihor, w gminie Budureasa. W 2011 roku liczyła 205 mieszkańców.